# 艾伦·麦克拉奇
艾伦·麦克拉奇（英語：Alan McClatchey，1956年9月16日—），英国男子游泳运动员。他曾代表英国参加1976年夏季奥林匹克运动会游泳比赛，获得男子4×200米自由泳接力铜牌。